# Lúcio Cardoso

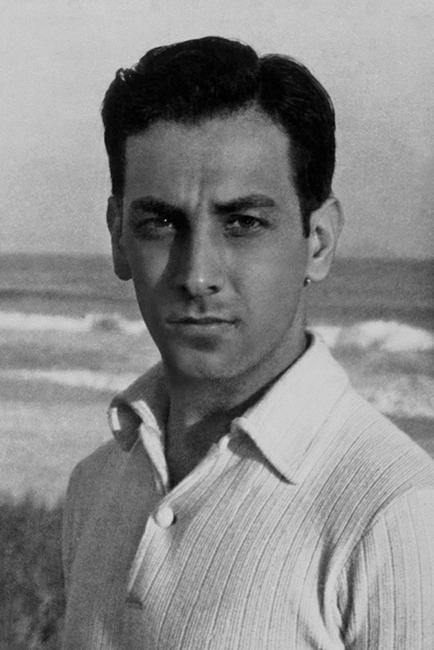
Lúcio Cardoso

Lúcio Cardoso, eigentlich Joaquim Lúcio Cardoso Filho (* 14. Dezember 1912 in Curvelo, Bundesstaat Minas Gerais, Brasilien; † 28. September 1968 in Rio de Janeiro, Brasilien), war ein brasilianischer Schriftsteller. Als Dramatiker, Romancier und Lyriker gehört er zu den wichtigen Existentialisten der brasilianischen Literatur.

## Leben und Wirken
Schon als Kind war Cardoso an Literatur interessiert und kam 1923 nach Rio de Janeiro. 1927 machte er sein Abitur, arbeitete zeitlebens bis zu seinem Durchbruch als Schriftsteller als Versicherungsangestellter.
Sein Debüt als Schriftsteller hatte er 1934 mit dem Roman Maleita, nachdem er den deutschstämmigen Dichter und Unternehmer Augusto Frederico Schmidt kennengelernt hatte, der in den 1930er Jahren sein Werk veröffentlichte.
Eine lebenslange und platonische Freundschaft verband ihn mit der Schriftstellerin Clarice Lispector.
1949 und 1952 schrieb er zwei Drehbücher, fünf seiner Werke wurden in Brasilien verfilmt.
1959 hatte er sein Comeback nach einer längeren künstlerischen Pause mit dem Roman Crônica da Casa Assassinada, seinem größten Erfolg. Er wurde auch ins Italienische, Französische und Englische übersetzt und gilt in Brasilien bis heute als Kultbuch. 1966 wurde ihm der Prêmio Machado de Assis verliehen.
Auch war Cardoso einer der ersten Prominenten in Brasilien, die ihre Homosexualität öffentlich machten, vor allem in den 1949 bis 1958 geschriebenen Tagebüchern stellt er seine katholische Erziehung und den Konflikt mit seiner Homosexualität in den Mittelpunkt.
1962 erlitt er nach einem Leben mit Alkohol und Drogen seinen ersten Schlaganfall, der seine rechte Seite lähmte und ihn am Schreiben, aber nicht am Malen, hinderte, und so startete er kurzzeitig eine Karriere als Maler, die ihm zwei Ausstellungen einbrachte. 1964 erlitt er seinen zweiten Schlaganfall.
Er starb am 28. September 1968 im Alter von 56 Jahren in Rio de Janeiro.

## Brasilianischer Existenzialist
Das Werk von Cardoso ist von seiner Homosexualität, aber auch nach der Frage des Wesens des Menschseins geprägt. In sehr intimen Reflexionen versucht er, das Innere des Menschen hervorzuheben und die ungehörten Stimmen des Seins und der Conditio humana in den Mittelpunkt zu stellen. Wie kaum ein anderer Autor vor ihm stellt er den Existentialismus erstmal stark in der brasilianischen Literatur dar.
Aber auch Gesellschaftskritik und Selbstbeobachtung sind wichtige Faktoren seines Werkes.

## Werk (Auswahl)
- Maleita, 1934, Roman.
- A Luz do Subsolo, 1936
- Mãos Vazias, 1938
- História da Lagoa Grande, 1939
- O Desconhecido, 1940
- Poesias, 1941, Gedichte.
- Dias Perdidos, 1943
- O Escravo, 1943, Theaterstück.
- Novas Poesias, 1944, Gedichte.
- Inácio, 1944
- A Professora Hilda, 1945
- A Corda de Prata, 1947, Theaterstück.
- O Anfiteatro,  1946
- Angelica, 1950, Theaterstück.
- Crônica da Casa Assassinada, 1959, Roman.